# Katidata
Katidata (gr. Κατύδατα) – wieś w Republice Cypryjskiej, w dystrykcie Nikozja. W 2011 roku liczyła 114 mieszkańców.